# Barbula
Barbula er en slægt af mosser med omkring 200 arter, der er udbredt over hele verden. Violet Snohår (Barbula convoluta) og Alm. Skægtand (Barbula unguiculata) findes i Danmark.
I denne slægt består sporehusets peristom af 32 snoede, trådagtige tænder.
|                                                               |
| På denne tavle vises bl.a. et sporehus med peristom (g og h). |